# Säng

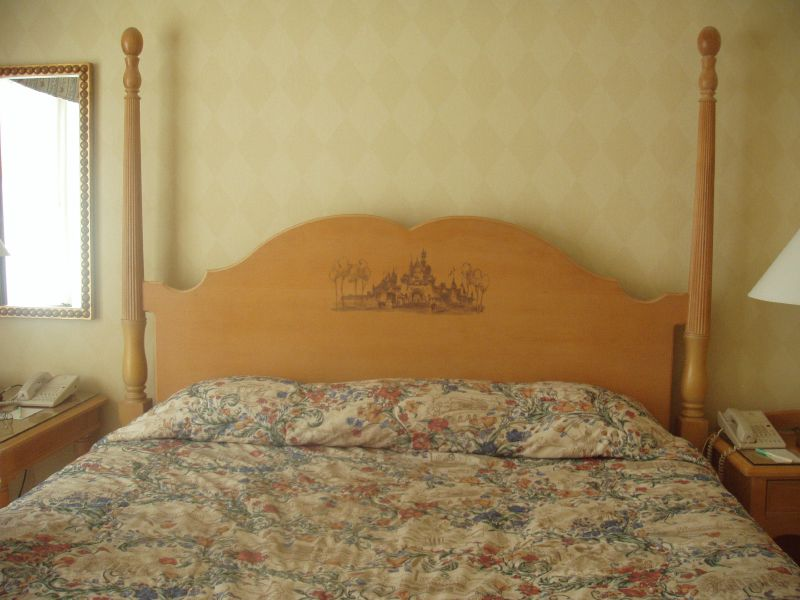
Modern dubbelsäng.

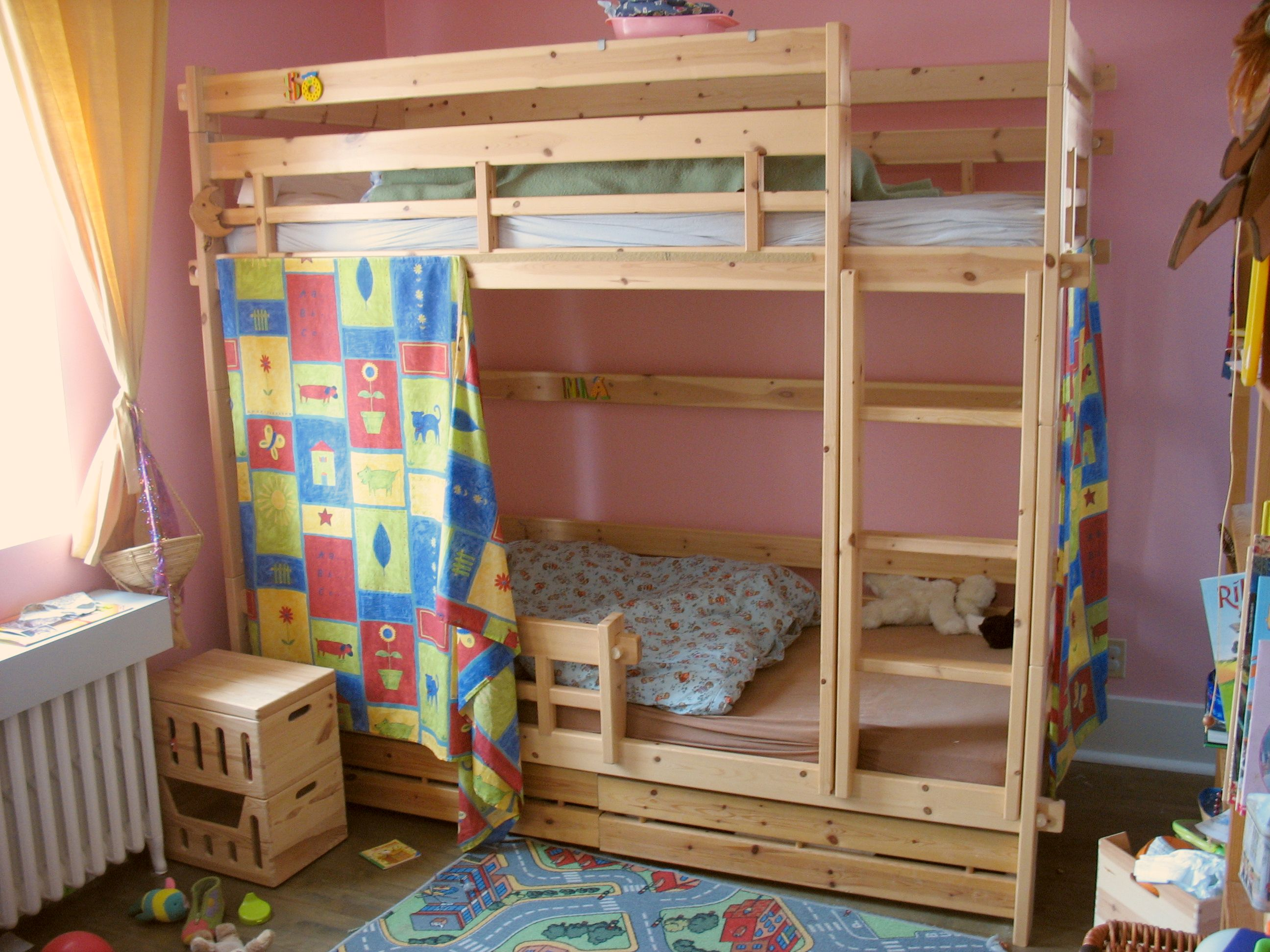
Våningssäng för barn.

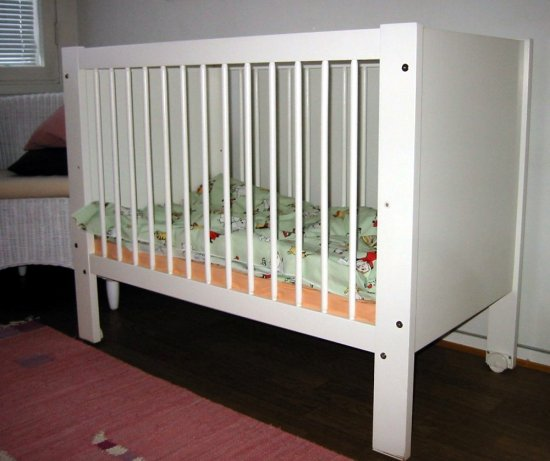
Spjälsäng för barn.

En säng är fristående eller väggfast sovmöbel, avsedd för oftast en eller två personer att sova eller vila i. Den är vanligen försedd med madrass och sängkläder.

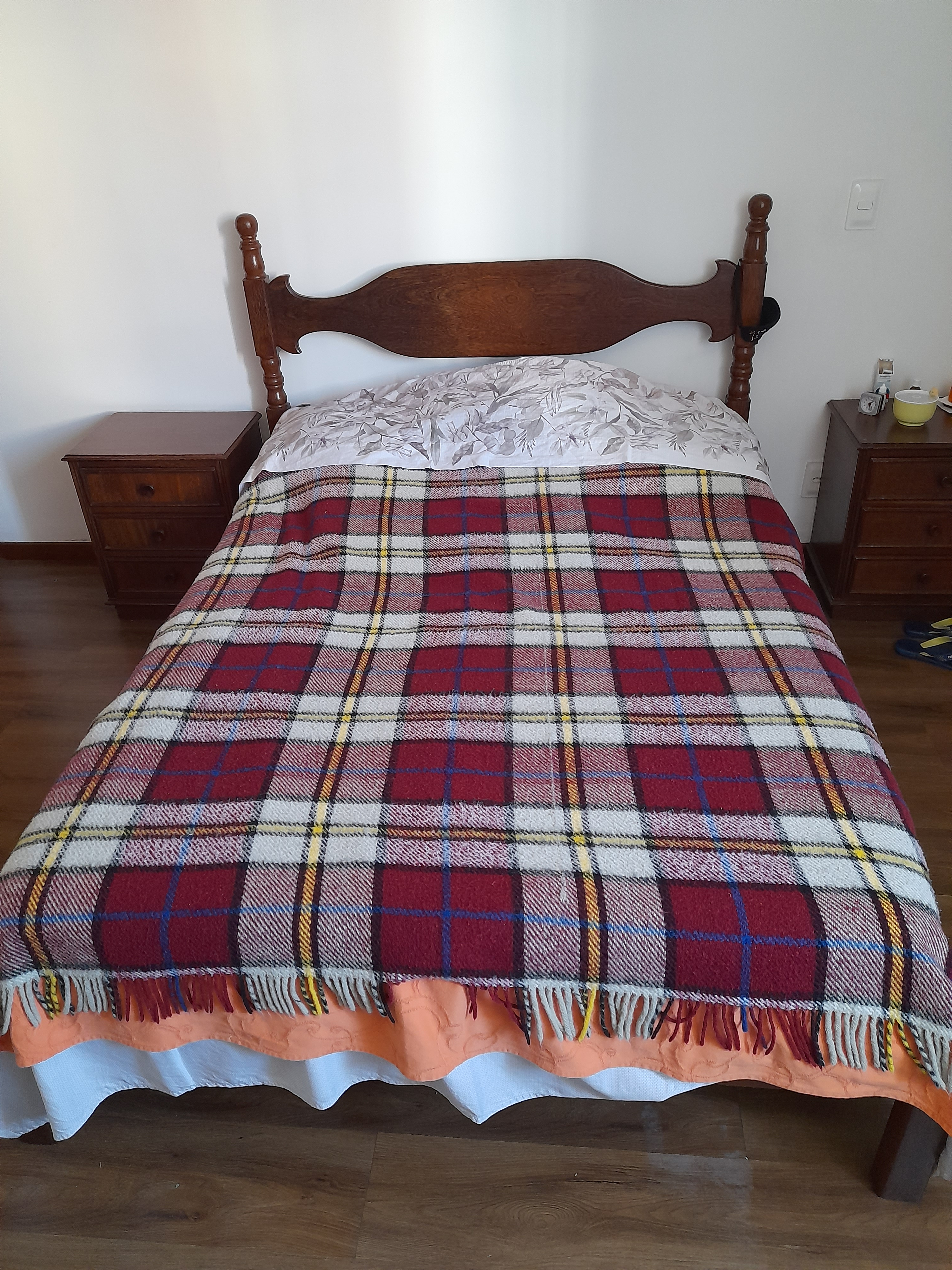
Säng.

Vid inköp av säng är det vanligen själva stommen man köper: en sängram med eller utan gavlar beroende på sängens formgivning. Madrassen köps separat. Antingen väljer man en vanlig madrass och då måste man komplettera med en ribbotten som stöd under madrassen, eller så väljer man en resårbotten som är en madrass med inbyggt underrede av trä och som enkelt ställs i sängramen.
Standard för bäddmått, måttet på ytan för sängens madrass, är för vuxensängar 80×200 cm, 90×200 cm, 105×200 cm, '120×200 cm samt för dubbelsängar' 140×200 cm, 160×200 cm och 180×200 cm.
Sängens utseende och funktion kan anpassas till olika krav och till modets växlingar. För att kunna möjliggöra en god sömn kan madrassen ha hårdhetsgrad efter önskemål och sängkläderna kan anpassas till varierande klimatförhållanden och inredningsstil.

## Historik
Sängen som en fristående möbel förekom redan 2000 f.Kr. i Egypten och Främre Orienten. Under antiken var den vanliga sängen en träram med fyra ben med vävda gördlar eller remmar emellan för att lägga madrassen på.
I Norden fann man i vikingaskeppen Oseberga och Gokstad fristående sängar med rikt utsirade sängstolpar, men klassades som högreståndsföremål.
De mest primitiva liggmöblerna i sentida svensk allmogekultur är lavar i kolarkojor och fäbodarnas eldhus, men de väggfasta kistebänkarna längs stugornas väggar har också hög ålder. Ur sådana enkla "hyllor" utvecklades de väggfasta "tvillingsängarna", särskilt vanliga i västra och mellersta Sverige, och speciellt norrut uppförda i två eller rent av tre våningar med förhängen eller luckor.
Av fristående sängar är ståndsängarna i stolpkonstruktion kända sedan vikingatiden. De var vanliga i högre kretsar på medeltiden men levde kvar – ofta i rent medeltida utformning – ännu i 1800-talets Skåne. Försedda med baldakin och en ofta rikt utskuren trästomme var de också överklassens sovmöbel under renässansen och barocken.
Sänghimmellösa sängar med rikt dekorerade gavlar slog igenom på 1700-talet. Mot detta sekels slut uppstod som en svensk (och finländsk) specialitet den gustavianska sängen eller dragsängen med utdragbar sänglåda. Denna typ stod längs med en vägg, medan en annan samtida modenyhet, imperialsängen, stod fritt i rummet med den högre, bakre gaveln mot väggen. Först ett sekel senare hade denna typ slagit igenom även i bonde- och arbetarhem. Då hade bland annat den engelska järnsängen med mässingsknoppar hunnit vinna insteg i borgarhemmen.
Den moderna sängen skiljer sig till sitt yttre inte så mycket från de beskrivna äldre typerna; däremot har utrustning och särskilt madrasserna genomgått en snabb utveckling under 1900-talet.
Vid resor och i fält använde man tidigt typer som påminde om sentida turistsängar (med tygbotten) eller bocksängar med tygbotten, upprullad på två stänger som placerades över ett par bockar.

## Typer av sängar
- Loftsäng
- Dubbelsäng
  - Svängbädd – en typ av dubbelsäng som går att dela på för att underlätta bäddning.[2]

### Våningssängar
Det finns våningssängar, som i bostäder används inte minst av barn, som exempelvis syskon. För den som sover i en övre säng är det av säkerhetsskäl angeläget att det finns en reling och att eventuellt sängsele används.

### Spjälsäng
En spjälsäng är en liten säng för spädbarn och unga barn vanligen upp till 3 år. Spjälsängar är vanligast i Europa, Nordamerika, Australien och Nya Zeeland, och är designade för att begränsa barnet till sängen. Sidorna är för höga för ett småbarn att klättra över och ger inga fotfästen.

### Resesäng
Resesäng är en mobil säng för spädbarn. Resesängen är enkel att bygga upp och att montera ned i samband med användning på annan plats.

### Övriga typer
Ytterligare typer av sängar är sängskåp, vattensängar och vårdsängar.
En sjukhussäng är särskilt utformad för att underlätta återhämtning, traditionellt på ett sjukhus eller en vårdinrättning, men allt oftare även på andra platser, t.ex. i privata hem.
En tahta (i Storbritannien) är en typ av säng med en förvaringslåda som innehåller en madrass, och man kommer åt lådan genom att höja madrassens vikram med hjälp av en fjäder- eller hydraulmekanism.

## Välkända exempel
En av de största sängarna i världen är Great Bed of Ware, tillverkad omkring 1580. Hon är 3,26 meter (10,7 fot) bred och 3,38 meter (11,1 fot) lång. Sängen nämns av Shakespeare i Trettondagsafton. Den finns nu på Victoria and Albert Museum (V&A) i London. En annan säng i V&A är Golden Bed, designad av William Burgess 1879.
År 1882 beställde Nawab av Bahawalpur, Sadiq Muhammad Khan Abassi IV, en säng av mörkt trä dekorerad med 290 kilo rent silver. I varje hörn av sängen fanns en bronsstaty i naturlig storlek av en naken kvinna som höll i en solfjäder. När Nawab låg på sängen aktiverade hans vikt en mekanism som fick kvinnorna att vifta med sina solfjädrar och spelade på en speldosa med utdrag ur Gounods Faust.
1865 introducerades en hopfällbar säng i form av ett upprättstående piano som kunde fungera som hemunderhållning samtidigt som den sparade utrymme.

## Ramverk
Sängramar, även kallade hyllor, är tillverkade av trä eller metall. Ramen består av en huvudgavel, ben och sidogrindar. För tyngre eller större ramar (t.ex. queen size- eller king size-sängar) har sängramen också en mittstödskena. Skenorna monteras ihop till en låda för en madrass eller resårmadrass/låda.

## Bilder av historiska sängar

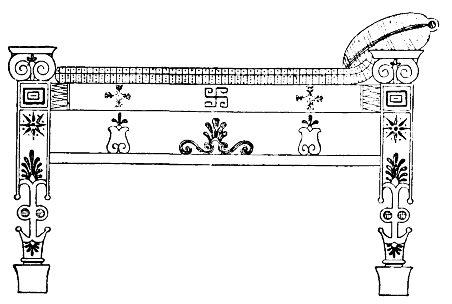
Grekisk säng från antiken.
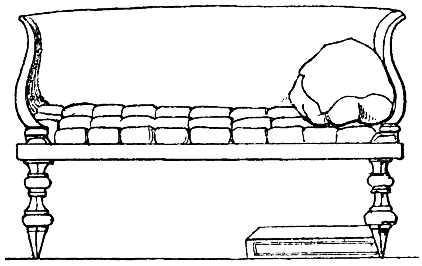
Romersk vilobädd.
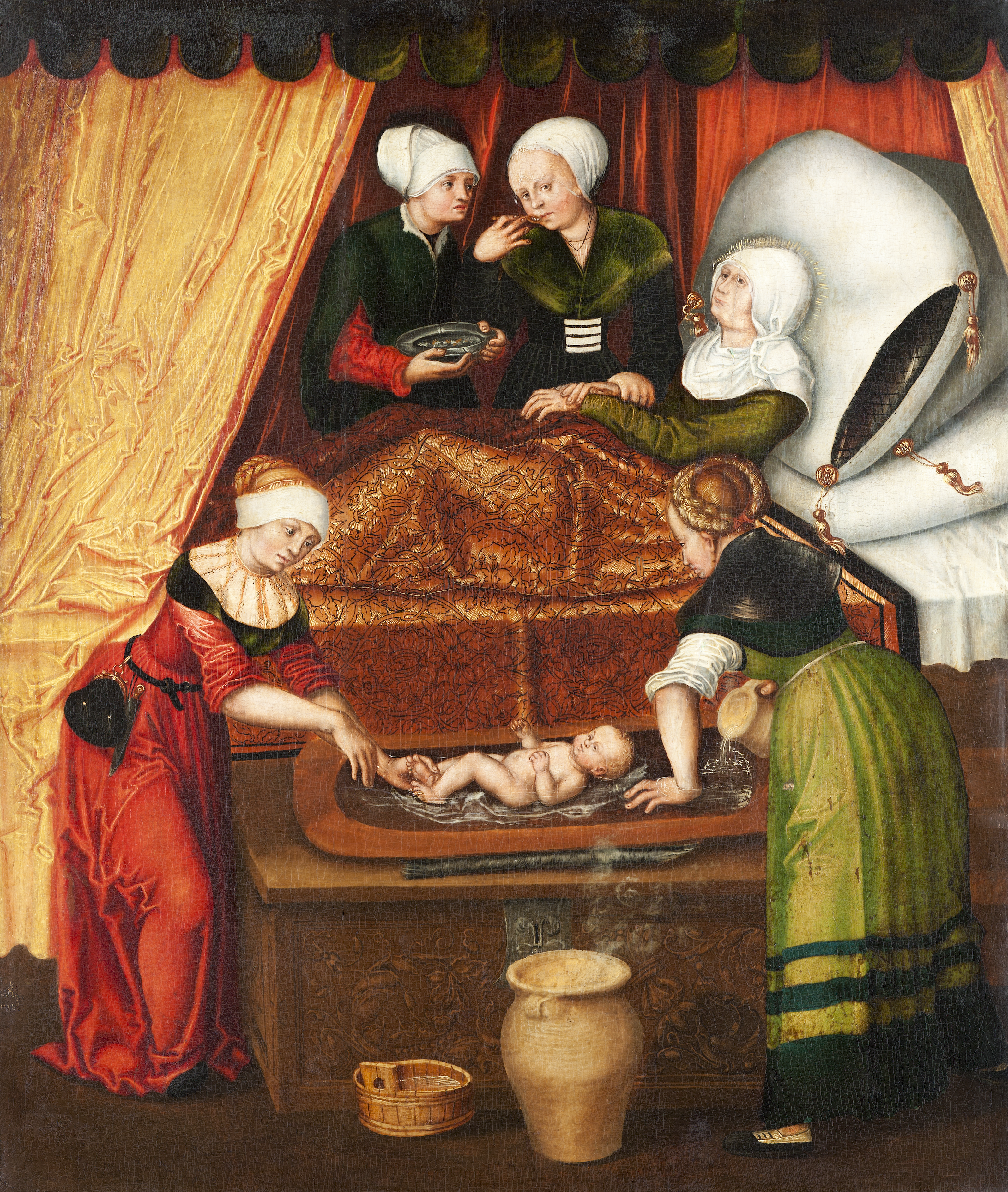
Säng på målning från 1518, Johannes Döpares födelse av Lucas Cranach.
Säng från 1600-talet, Skoklosters slott.
Korgflätad säng från 1600-talet, Skoklosters slott.
Säng från 1700-talets början, Skoklosters slott.
Säng från omkring 1800, Skoklosters slott.
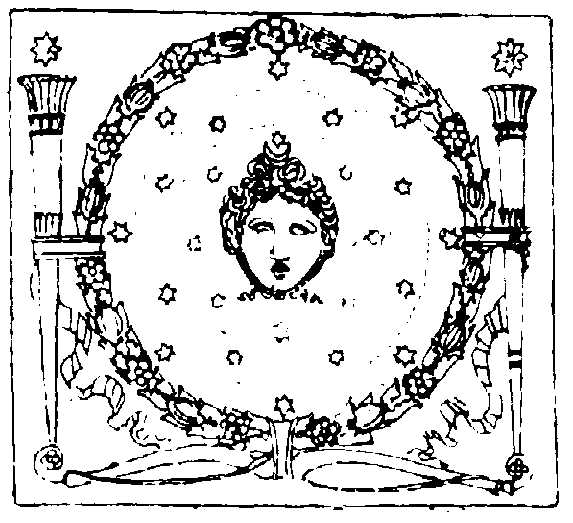
Sängornament i empirestil.
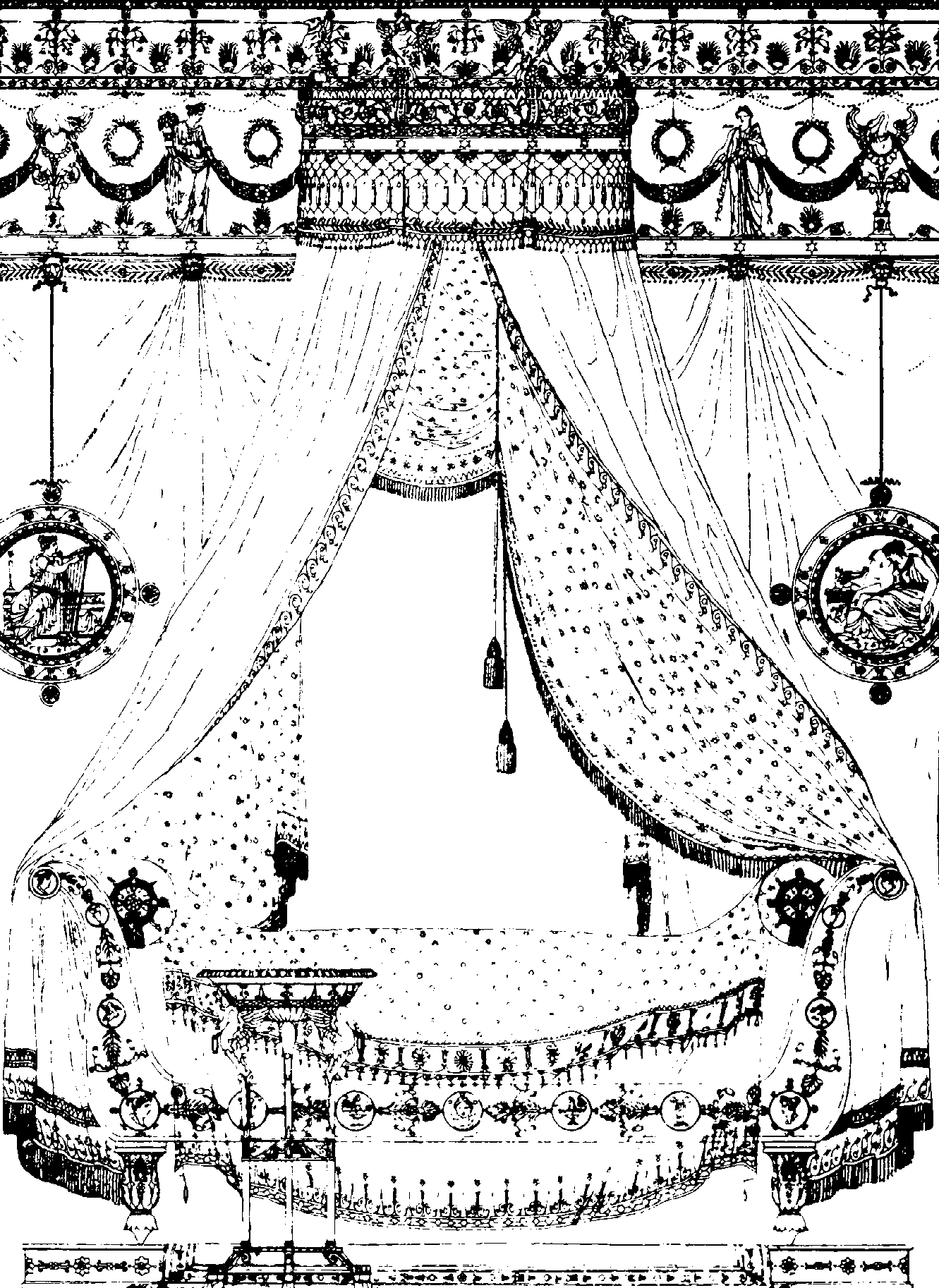
Säng i empirestil.
Del av träställningen till Karl XIII:s resesäng, cirka 1800, Livrustkammaren.